# Johnny O (álbum)
Johnny O é o álbum de estreia do cantor de freestyle Johnny O, lançado em 1989 pela gravadora Micmac Records.
Esse álbum contem algumas de suas canções mais populares, como "Highways of Love", "Memories" e "Fantasy Girl", que até hoje é uma das canções mais famosas de freestyle e também de Johnny O, que é uma das faixas sempre incluidas em seus shows.
O álbum não conseguiu entrar em nenhuma parada musical.

## Faixas
| N.º | Título               | Duração |  |
| 1.  | "Fantasy Girl"       | 7:55    |  |
| 2.  | "Highways of Love"   | 7:45    |  |
| 3.  | "In Time"            | 4:17    |  |
| 4.  | "The Music's Got Me" | 6:58    |  |
| 5.  | "Don't Go Away"      | 9:18    |  |
| 6.  | "Memories"           | 6:52    |  |

## Posições nas paradas musicais
Singles - Billboard
| Ano  | Single         | Parada musical                     | Posição |
| ---- | -------------- | ---------------------------------- | ------- |
| 1988 | "Fantasy Girl" | Hot Dance Music/Maxi-Singles Sales | 48      |
| 1989 | "Memories"     | Hot Dance Music/Maxi-Singles Sales | 37      |